# 곽경근
곽경근(한국 한자: 郭慶根, 1972년 10월 10일 ~ )은 대한민국의 전 축구 선수 출신 축구 지도자이다. 현역 시절 포지션은 공격수, 수비수였다.

## 선수시절
J리그
1995년 K리그 드래프트를 거부하고 J리그 우라와 레드 다이아몬즈에 입단했지만 무릎 부상으로 한경기도 출전하지 못하고 6개월 만에 일본 실업축구 리그인 JFL 후쿠시마 FC로 이적했다. 후쿠시마 FC에서는 주력 선수로 활약했지만 1997년 끝으로 K리그로 결정이 나며 귀국했다.
K리그
1998 K리그 드래프트 전체 1순위로 부천 SK에 지명받았고 데뷔 시즌, 프로 데뷔 동기인 이동국, 정광민, 박성배 등과 같이 활약하며 주목을 받았고 이 해 9골 2도움을 기록했으며 입단 2년째인 1999시즌 부천 SK의 황금기가 도래하며 그도 프로 최고의 시즌(36경기 13골 8도움)을 2000년까지는 최고의 시즌을 보내어 프로리그 원년멤버였던 김용세가 1989년 일화로 이적한 이후 이어진 국내 타깃형 스트라이커 징크스를 벗어나기도 했다.
하지만, 2001년부터 득점력이 살아나지 않으면서 이후 내리막길을 걸었고, 2002 시즌을 마지막으로 부천 SK에서 자유계약으로 2003년 시즌부터 부산 아이콘스 선수가 되었다.
2003 시즌 자유계약으로 부산 아이콘스에 입단하고, 공격력이 살아나지 않자 시즌 중 센터백으로 포지션을 변경하였다. 2004 시즌을 마지막으로 선수 생활을 은퇴하였다.

## 지도자 경력
선수 은퇴 이후인 2005년부터 여의도고등학교의 감독을 맡았다.
2012시즌부터 챌린저스리그의 부천 FC 1995의 감독이 되었으며 부천이 프로 진출한 뒤에도 감독직을 역임하게 되었다. 하지만 2013시즌 종료 이후 감독직에서 물러나게 되었다.